# Scolopostethus atlanticus
Scolopostethus atlanticus är en insektsart som beskrevs av Géza Horváth 1893. Scolopostethus atlanticus ingår i släktet Scolopostethus och familjen Rhyparochromidae. Inga underarter finns listade i Catalogue of Life.